# Cheng Chao-tsun
Cheng Chao-Tsun (en chinois, 鄭兆村, né le 17 octobre 1993) est un athlète taïwanais, spécialiste du lancer de javelot.

## Carrière
Débutant les compétitions internationales en 2009, il remporte le titre lors des Championnats d'Asie juniors 2012.
Il termine 5e des Jeux asiatiques de 2014 avec un lancer de 81,61 m, record personnel. Le 10 mai 2015, il porte ce record à 81,78 m dans le stade d'athlétisme de Todoroki, à Kawasaki.
Il porte son record personnel à 86,92 m à Jiaxing le 27 avril 2017. Lors des Championnats d'Asie 2017, il termine 6e.
Le 26 août 2017, dans une compétition incroyable où l'Allemand Andreas Hofmann lance 91,07 m, Cheng Chao-Tsun remporte le titre de l'Universiade à Taipei devant son public en réalisant un sixième jet à 91,36 m, record d'Asie. Il devient le 12e meilleur performeur mondial de tous les temps.
En avril 2019, il remporte la médaille d’or lors des Championnats d’Asie à Doha, en établissant la meilleure marque de l’année.
Le 18 mai 2019, il s’améliore ultérieurement avec 87,12 m, 2e en Ligue du diamant à Shanghai.

## Palmarès
| Date | Compétition                 | Lieu             | Résultat | Marque  |
| ---- | --------------------------- | ---------------- | -------- | ------- |
| 2010 | Championnats d'Asie juniors | Hanoï            | 2e       | 73,26 m |
| 2011 | Championnats d'Asie         | Kobe             | 11e      | 67,86 m |
| 2012 | Championnats d'Asie juniors | Colombo          | 1er      | 74,68 m |
| 2014 | Jeux asiatiques             | Incheon          | 5e       | 81,61 m |
| 2015 | Championnats d'Asie         | Wuhan            | 7e       | 73,71 m |
| 2015 | Universiade                 | Gwangju          | 4e       | 79,35 m |
| 2017 | Championnats d'Asie         | Bhubaneswar      | 6e       | 80,03 m |
| 2017 | Universiade                 | Taipei           | 1er      | 91,36 m |
| 2018 | Jeux asiatiques             | Jakarta          | 5e       | 79,81 m |
| 2018 | Coupe continentale          | Ostrava          | 3e       | 83,28 m |
| 2019 | Championnats d'Asie         | Doha             | 1er      | 86,72 m |
| 2019 | Ligue de diamant            | Ligue de diamant | 2e       | 89,05 m |
| 2019 | Championnats du monde       | Doha             | 10e      | 77,99 m |

## Records
| Épreuve           | Performance  | Lieu   | Date         |
| ----------------- | ------------ | ------ | ------------ |
| Lancer du javelot | 91,36 m (NR) | Taipei | 26 août 2017 |